# Kreativspiel
Unter Kreativspielen versteht die Spielwissenschaft Spielformen, bei denen vorrangig Einfallsreichtum und schöpferische Qualitäten gefragt sind.

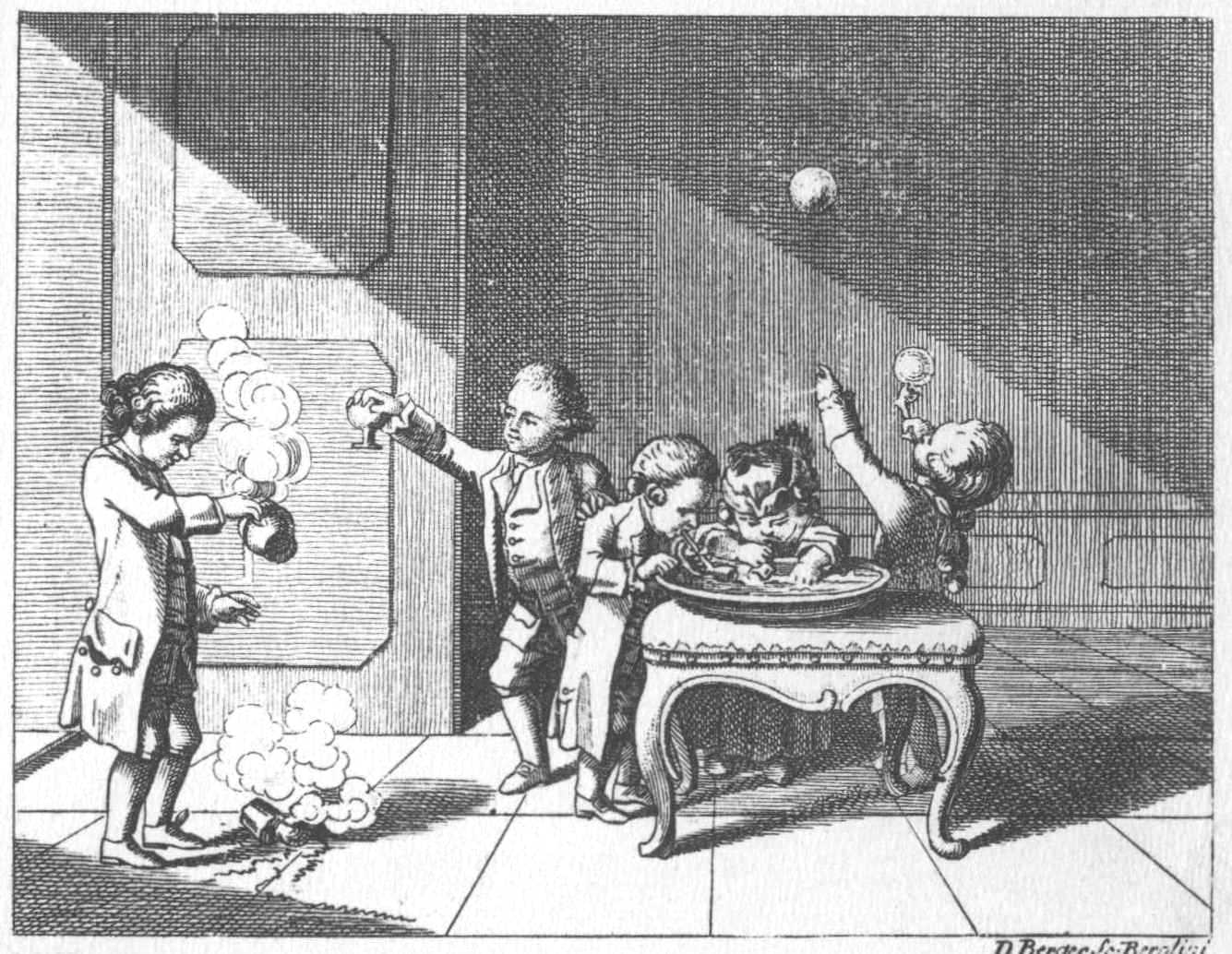
Kreatives Spielen bei Johann Bernhard Basedow (1724–1790). Kupferstich von Daniel Chodowiecki

## Begriff
Kreativität (Wortbildung aus lateinisch creāre, (er)schaffen, (er)zeugen) bedeutet ‚schöpferische Kraft’ und ‚schöpferischer Einfall’.  Kreativspiele erwachsen entsprechend aus der Fantasie und dem Gestaltungswillen. Der Impuls für diese charakteristische geistige Produktivität entsteht aus dem Wunsch nach Veränderung, aus der Suche nach neuen, den eigenen Vorstellungen entsprechenden Möglichkeiten des Spielens. 

## Eigenart
Das Kreativspiel kennzeichnet sich in Absetzung von anderen Spielarten vor allem dadurch, dass nicht nur nach einem vorgegebenen Regelwerk gespielt wird, sondern flexibel mit Regeln, Organisationsformen und Abläufen umgegangen wird. Sie können verändert, variiert oder auch gänzlich neu erfunden werden. Die Kreativität besteht darin, sich von einem vorgegebenen Regelwerk zu lösen und originelle eigene Spielideen zu produzieren und in Spielformen umzusetzen. Das vorhandene Spielgerät, die spezielle Räumlichkeit, eine gegebene Situation oder die Spielpartner können dabei zu Impulsgebern werden. Es entstehen auf diese Weise Spiele, die dem Einfallsreichtum und den spontanen Bedürfnissen der Spielenden entsprechen. Der Spielende wird im Kreativspiel schöpferisch und gestalterisch gefordert.
Die Kreativität kann dabei unterschiedliche Grade erreichen. Sie beginnt beim bloßen Abwandeln von Regeln und Umstrukturieren von Spielabläufen und reicht bis zum Erfinden eigener Spielformen. Dieses Erfinden eigener Spiele gelingt schon jungen Kindern, wenn sie, unbeeinflusst von Erwachsenen, mit Gegenständen und Materialien hantieren und ihre Umwelt im Spielzimmer, Keller, Garten oder Wald entdecken und gestalten dürfen. Die Kreativkraft wird in Symbolspielen deutlich, wenn Ereignisse der Umwelt oder selbst erfundene Fantasiegestalten in ein Spielgeschehen transformiert werden. Kreativspiele können sogar „Selbstheilungskräfte“ entfalten und eine therapeutische Wirkung erzielen, wenn traumatische Erlebnisse in spielerischer Umgestaltung sublimiert und verarbeitet werden.

## Beispiele

### Sprachspiele
Schon Grundschulkinder experimentieren im freien Spiel mit Worten. Sie bilden Wörterschlangen, erfinden Sprachbilder, kokettieren mit Reimereien. Personen des Umfelds erhalten Spitznamen in Abwandlung ihres eigentlichen Namens, nach ihrem äußeren Erscheinungsbild oder ihren Taten. Die Kinder verändern Abzählreime, werden bei komplizierten Wörtern lautmalerisch tätig und verballhornen respektlos alte Lieder, indem sie verfremdende Wörter einfügen, z. B. in den vielen Erwachsenen heiligen Gebetstext von Paul Gerhardt: „Nun ruhen alle Wälder, Vieh, Menschen, Stoppelfelder, es pennt die ganze Welt.“ Der Impuls entsteht meist aus dem Reiz, eine in den eigenen Ohren gestelzt klingende Sprache verspotten bzw. mit alternativen Möglichkeiten spielen zu wollen.

### Ball über die Schnur
Das Kreativspiel Ball-über-die Schnur erwächst aus einem einfachen Spielgedanken, der sich vielfältig ausgestalten lässt. Für den geschulten Spielexperten bietet es eine unendliche Vielfalt von Varianten, die vom Kleinkind bis zum Hochleistungssportler, an jedem Ort, zu jeder Zeit, mit unterschiedlichsten Spielgeräten und Spielfeldern, unter variablen Regeln und Leistungsanforderungen, unter wechselnden Techniken und Zielsetzungen, mit verschiedenen Teilnehmerzahlen und Altersgruppen attraktive und jeden fordernde Spielformen ermöglichen. Die Spielidee kann mit Händen oder Füßen, im Sitzen oder Stehen, im Garten, am Strand oder in der Halle realisiert werden. Mit leichten Luftballons gespielt, eignet sich das Schnurballspiel bereits als Stubenspiel zwischen Mutter und Vorschulkind. Als Faustball- oder Volleyball-Spiel erreicht es sogar die Turnierform eines Sportspiels mit höchsten technischen, taktischen und konditionellen Leistungsansprüchen.

### Schulwegspiel
Das Schulwegspiel ist ein kreatives Lernspiel für Schulanfänger, das in der Verkehrserziehung eingesetzt wird: Die Kinder erkunden unter der Betreuung eines Erwachsenen selbstständig die Gegebenheiten ihres Schulwegs und gestalten diese zu einem eigenen Brettspiel aus, das als Pausenbeschäftigung dienen kann. Das selbst erstellte Spiel stellt damit keine vorgegebene abstrakte Verkehrssituation dar, sondern bildet die tatsächlichen Realitäten des eigenen Schulwegs ab. Die Erfahrungen und die Fantasie der Kinder bestimmen, welche Ereignis-, Gefahren- und Aufgabenkarten im Spielgeschehen Bedeutung bekommen sollen, was jederzeit auch verändert und aktualisiert werden kann.

### Dschungelfest
Das Dschungelfest stellt eine anspruchsvolle Möglichkeit dar, unter dem Spielgedanken ‚Dschungelerleben’ miteinander in einem größeren Spielrahmen Situationen zu gestalten und auszuleben, die der Fantasie freien Raum geben. Die Idee, sich eine Dschungellandschaft zu erschaffen, bietet schon im Entstehungsprozess mannigfaltige Möglichkeiten, sich gedanklich und praktisch in die gewünschte Szenerie zu versetzen und das Gelände spielerisch auszuprobieren. Die Lehramtsanwärterin Nadine Kutzli hat dargestellt, wie aus den Räumlichkeiten und Geräten einer Turnhalle an einem Wochenende eine attraktive Spiellandschaft entstehen kann. Aufregende Kletterpassagen, dunkle Höhlen und schwebende Baumhäuser bieten dem Abenteuerbedürfnis, ein abgestürztes Flugzeug und ein von Piranhas bevölkerter Fluss der Spielfantasie und Rollenspiele mit tierischen und menschlichen Dschungelbewohnern viel Raum zu kreativem Spiel.

## Bedeutung
Das Kreativspiel hat im Rahmen der Spielkultur eine erhebliche spielpraktische und spielpädagogische Bedeutung. Es wirkt der verbreiteten Tendenz von Lehrern und Spielern entgegen, vorhandenes Spielgut nur zu konsumieren und nach einem vorgegebenen Regelwerk abzuspielen. In der Spielliteratur und im Handel reichlich angebotene Spielesammlungen fördern diesen Trend. Kreativspiele haben dagegen das Potenzial, im Entdecken und Explorieren sich eigenes Neuland im Spielbereich zu erschließen, das Spielgut unendlich zu erweitern und die Spielfreude nicht erlahmen zu lassen, wenn die bekannten Spiele nach den bekannten Regeln „ausgespielt“ sind und nichts Neues mehr bieten. Kindern, die unbeeinflusst spielen dürfen, die noch nicht mit perfektioniertem Spielzeug überfüttert sind, gelingt noch am ehesten das kreative Spiel. Lässt man sie gewähren, kreieren sie bald fantasievolle Spielformen aus den einfachsten Gegebenheiten ihrer jeweiligen Umwelt. Der verwöhnte Erwachsene muss dagegen das produzierende Spielen ohne fremde Vorgaben und Hilfen meist erst wieder lernen. Er fühlt sich hilflos, wenn ihm ein Ball, ein präpariertes Spielgelände oder Spielpartner fehlen oder das Regelbuch für ein neues Spiel nicht zur Verfügung steht. Dem Spielleiter aber, dem kreatives Spielen vertraut ist, geht zu keiner Gelegenheit und an keinem Ort das Spielgut aus, da er gelernt hat, den Aufforderungscharakter der Umwelt zum Spielen zu erkennen und Gelände, Geräte, Materialien, Mitspieler, Situationen als Impulsgeber zum Spielen zu begreifen und zu nutzen.